# Lamponella kimba
Lamponella kimba is een spinnensoort uit de familie Lamponidae. De soort komt voor in West-Australië en Zuid-Australië.